# Элерс, Эрнст (офицер СС)
Эрнст Бое Элерс (нем. Ernst Boje Ehlers; 16 октября 1909, Шпарриесхоп, под Пиннебергом, Германская империя — 4 октября 1980, Шлезвиг, ФРГ) — немецкий офицер, оберштурмбаннфюрер СС, который отвечал за окончательное решение еврейского вопроса в Бельгии.

## Биография
Эрнст Элерс родился 16 октября 1909 года. Изучал медицину. 1 августа 1928 года (по другим данным в 1931 году) вступил в НСДАП (билет № 95459). В 1932 году был зачислен в ряды СС (№ 307426). 
С 1935 года работал в министерстве внутренних дел Саксонии. В 1937 году был переведён в аппарат СД. В 1938 году стал руководителем отдела II (СД) в Главном управлении имперской безопасности. В 1940 году стал начальником гестапо в Лигнице. С июня по ноябрь 1941 года возглавлял в штабе айнзацгруппы B IV отдел (гестапо). Впоследствии до конца 1943 года был начальником отдела полиции безопасности и СД в Брюсселе, а с 1944 года — представителем руководителя полиции безопасности и СД при военном командире Бельгии и Северной Франции. С 27 июля 1942 по 1944 год в транзитном лагере в Мехелене было организовано множество транспортировок в концлагерь Освенцим, за все составления которых отвечал доктор Элерс. За свою «службу» он получил золотой партийный знак. Кроме того, Элерс был ответственным за дальнейшую депортацию 25 000 евреев в концлагерь Освенцим. С 26 февраля 1944 года и до мая 1945 года был инспектором полиции безопасности и СД в Касселе (IX-й военный округ).

### После войны
По окончани войны жил сначала у родственников во Фрайбурге, где с 1957 года работал судьёй административного суда Шлезвига, а через два года стал членом правления этого суда. Многие бывшие нацисты также работали в судебной системе Шлезвиг-Гольштейна. 
Интенсивные расследования парижского адвоката Сержа и его жены Беаты Кларсфельд привели к установлению личности и места жительства Элерса. В 1967 году Центральное административно-земельное управление по расследованию преступлений нацистов в Людвигсбурге направил 52 тома дела в прокуратуру Киля, однако только в октябре 1972 года прокуратура подала ходатайство об открытии предварительного судебного расследования. Запрос был удовлетворён год спустя. В 1974 году Элерс был отстранён от службы и вышел на пенсию с выплатой в 450 000 немецких марок. 
В феврале 1975 года прокуратура Киля предъявила ему обвинение, но 1-я палата земельного суда Фленсбурга отказалась открывать судебный процесс 27 января 1976 года, на том основании, что обвиняемый якобы не знал куда отправляются депортированные им евреи. В том же году еврейские демонстранты из Бельгии, операторы бельгийского телевидения и Беата Кларсфельд взяли квартиру Элерса в осаду и вывесили на крыше плакат с требованием: «Осудите как можно быстрее Элерса, который несёт ответственность за смерть 25 000 бельгийских евреев». 
1 марта 1977 года по требованию прокуратуры уголовный сенат верховного земельного суда Шлезвига передал дело на разбирательство в земельный суд Киля. Элерс, как и другие обвиянемые, подал конституционную жалобу на том основании, что он лишён законного представителя. 23 ноября 1979 года конституционный суд ФРГ отклонил жалобу. 4 октября 1980 года Элерс покончил жизнь самоубийством.